# Utricularia praelonga
Utricularia praelonga este o specie de plante carnivore din genul Utricularia, familia Lentibulariaceae, ordinul Lamiales, descrisă de A. St.-hilaire și Amp; F. Girard. Conform Catalogue of Life specia Utricularia praelonga nu are subspecii cunoscute.